# Finland bygger
Finland bygger är en landsomfattande specialutställning för finländsk byggnadskonst och arkitektur, arrangeras ca vart femte år av Finlands arkitektförbund och Finlands arkitekturmuseum. Utställningen, som har hållits sedan början av 1950-talet, har haft stor betydelse för Finlands renommé inom internationell arkitektur och byggnadskonst. 